# Nilomantis edmundsi
Nilomantis edmundsi är en bönsyrseart som beskrevs av Roger Roy och Leston 1975. Nilomantis edmundsi ingår i släktet Nilomantis och familjen Iridopterygidae. Inga underarter finns listade i Catalogue of Life.